# آخرین مقاومت سیصد
آخرین مقاومت سیصد (انگلیسی: Last Stand of the 300) یک مستند تلویزیونی/بازآفرینی است که در سال ۲۰۰۷ در هیستوری پخش شد. کارگردانی آن را دیوید پادروسش بر عهده داشت.

## خلاصه
در سال ۴۸۰ قبل از میلاد، در طول جنگ‌های ایران و یونان شاهنشاهی هخامنشی به رهبری خشایارشا از ایران، در گذرگاه ترموپیل در یونان مرکزی با نیروهای دولت‌شهرهای یونانی جنگیدند. این نبرد قرار بود به نام نبرد ترموپیل شناخته شود. تنها چیزی که ایرانیان را متوقف کرد ارتشی به رهبری لئونیداس و ۳۰۰ اسپارتی او بود که به عقیده بسیاری بزرگ‌ترین سربازانی بودند که جهان تاکنون شناخته است. اسپارتها که بسیار بیشتر بودند، پیشروی ایرانیان را به مدت سه روز متوقف کردند تا اینکه توسط نیروهای ایرانی تسخیر شدند. این فیلم همچنین بر نبرد ترموپیل تمرکز دارد که نشان می‌دهد یونانی‌ها ممکن است در شورش ایونیانها در آسیای صغیر در سال‌های ۴۹۹ تا ۴۹۳ قبل از میلاد نقش داشته باشند. زمانی که مستند به نبرد دریایی در اطراف ترموپیل، ملاحظات استراتژیک و تاکتیکی و پیامدهای نبردی که منجر به سوزاندن آتن و پیروزی‌های یونان در نبردهایی مانند پلاته شد، بینندگان خود را به درک جنگ باستان می‌رساند. همچنین برای کسانی که نمی‌دانند نشان می‌دهد که اسپارتی‌ها به تنهایی نبرد نکرده‌اند.